# Агеј
Пророк Агеј (хебр. 'חַגַּי) је био један од дванаест пророка и аутор Књиге о Агеју. Његово име значи „мој празник“. Он је био први од три пророка, поред Захарије, његовог савременика, и Малахије, који је живео око стотину година касније.

## Етимологија
Рођен у Вавилону за време робовања Израиљева. Из племена Левијева. Пророковао на 470. година пре Христа. Посетио Јерусалим као младић. Подстицао Зоровавеља и Исуса свештеника, да обнове храм Господњи у Јерусалиму проричући томе храму већу славу него бившем храму Соломонову. „Слава ће дома овога последњег бити већа него онога првога, вели Господ над војскама“ (Агеј 2:9. Јер ће се у томе новом храму јавити Господ Спаситељ. Доживео је да види један део обнове храма сазидан од Зоровавеља.

## Библијско казивање
У Агејаевим говорима постоје трагови пропадања хебрејског језика, започетог у време Јевреја у вавилонском царству. У његовом разговору са свештеницима (III, 12—13), које испитује у правној пракси, могу се видети чак и први знаци методе поучавања који су процветали касније, током састављања Мишна. Агеј је био савременик пророка Захарија.
Информације о животу и делу пророка Агеја, једине особе овог имена друго није познато из Библије, осим оних које наводи књига његовог имена потврђена сведочењем Књиге Јездрине (Езра 5:1 ; 6.14 о говору пророка Агаја заједно са пророком Захаријом са беседом о наставку рада на изградњи другог храма у Јерусалиму библијски запис није сачуван. Јеврејска традиција назива (Баба Батра 15а) пророка Агаја чланом такозване Велике синагоге (Кнесет-Гагедол), јер су рабини у ову Велику синагогу сврстали не само пророке Захарија и Малахија, већ и многе друге изузетне личности из ере после заробљеништва; као чланови ове Велике синагоге пророцима Агају, Захаријиу и Малахији, у Талмуду приписује се састављање многих правила и прописа ритуалне природе (Ерубин II, 1. Шекалим III, 1). Али чињеница да је, према јеврејској традицији, Велику синагогу основао је сам Јездра (458. пре Христа), дакле, 62 године касније, након  Агајевог појављивања у пророчкој служби (око 520. п. н. е.), говори против поузданости овог сведочења, и што је најважније крајња сумњивост, још потпунија непоузданост самог постојања Велике синагоге.
Ни у древној хришћанској цркви није се сачувао и није се развио стабилан поглед на личност пророка Агаја. Према псеудо Епифанију, Доротеју и Исихији, познато је да је Агај у раној младости дошао из Вавилона у Јудеју, прорекао о повратку народа из ропства, делимично видео обнову храма и био први да тамо пева „Алилуја“; умро у Јерусалиму и сахрањен тамо, у близини гробница свештеника. Могуће је да се ови подаци заснивају на историјском језгру, поготово што је састав „Де вита ел мортепхетатарум“ који садржи све ове информације, како је данас признато у науци, првобитно написан на хебрејском. Колико је, међутим, овде изражен поглед на време и околности пророчанске Агајеве службе био је општеприхваћен у древној Цркви, види се из чињенице да Августин Хипонски (енаратио у псалму ЦКСЛ-VII), веровао је да су пророци Агај и Захарија започели своју пророчку службу још у Вавилону, а још више од чињенице да су, према сведочењу блаженог Јеронима и Св. Кирил Александријски, Ориген са својим следбеницима и неки други, на основу Аг 1.13, сматрали су Агаја не човеком, већ Анђелом којег је Бог послао да проповеда.

## Литургијски спомен
Православни хришћани прослављају пророка Агеја 16. децембра (по Јулијанском календару, односно 29. децембра по грегоријанском календару). Он се такође прославља, заједно са осталим пророцима Старог завета, у недељу Светих Отаца (недеља пре Божића).
Напомена: део овог текста је преузет из охридског пролога светог владике Николаја Велимировића. Он не подлеже ауторским правима